# Turn Around (canção de Kelly Key)
"Turn Around" é um canção da cantora brasileira de música pop Kelly Key. Foi lançada como single promocional em 20 de julho de 2015 pela Deckdisc para o álbum No Controle, sucedendo "Controle". Uma versão remix com a participação de Mr. Catra foi lançada em 28 de agosto para download digital.
"Turn Around" recebeu avaliações positivas dos críticos de música. Luiz Belineli, do Papel Pop, disse que com a faixa trazia "todo aquele clima sensual que a gente já está acostumado a ouvir nas faixas da cantora" e fazendo "uma grande mistura de estilos". Carol Caiana, do Pop Brasil, comparou a produção da faixa ao trabalho realizado por artistas de reggaeton e foi positiva ao dizer que esta era tinha um "arranjo envolvente e dançante". Bernardo Araujo, do jornal O Globo, disse que "Turn Around" ao lado de "Quem É" são as melhores faixas do álbum, remetendo "à Kelly dos bons tempos", trazendo ainda "produção gringa" e composição mais madura. O portal Ponto Pop disse que a faixa destacava-se das outras do álbum e comparou a sonoridade dela ao dos cantores angolanos Gilyto, Suzanna Lubrano, Anselmo Ralph e Kataleya, além dos trabalhos mais antigos da mexicana Thalía, além de propor uma discussão sobre o feminismo implícito nas críticas de que a mulher não pode trair, como a personagem de Kelly na música, enquanto a música brasileira é repleta de canções machistas que valorizam o homem adúltero.

## Antecedentes
Em 25 de janeiro de 2014 Kelly anunciou que retornaria à música depois de seis anos de hiato durante sua apresentação no evento Chá da Alice, no Rio de Janeiro. Na ocasião a cantora revelou que teve muito tempo para amadurecer o projeto do novo disco, saindo da comodidade do que sempre fez, acrescentando: "Tive tempo suficiente de pensar nesse novo projeto e estou voltando amadurecida, com novidades e algumas coisas que ainda nem existem aqui no Brasil em termo de música. Esse espaço me deixou a vontade para fazer o que eu quero da minha carreira". Em 18 de julho, durante entrevista ao R7, anuncia o título do álbum como No Controle, além de revelar que viajou a Angola e a Europa no início do ano para produzir algumas canções. Para a UOL Kelly explicou que o título do álbum condiz com sua carreira naquele momento, sem pressão da gravadora ou das pessoas: "Eu estou no controle e o disco retrata esse momento". Já para o jornal O Dia ela explicou que não estava mais deixando-se manipular pelo que suas antigas gravadoras impunham para que ela fizesse e que No Controle cumpria um desejo que ela tinha há anos. "Lá atrás, eu não tinha voz com a minha gravadora. O No Controle não é uma coisa descartável, nem de momento, é um trabalho pensado que estou fazendo sem urgência comercial".

## Estrutura musical e letra
"Turn Around" é uma canção de kizomba, tendo também influências diretas de zouk e afrobeat, aderindo aos ritmos africanos. A faixa é majoritariamente interpretada em língua portuguesa, porém o refrão tem versos também em inglês quando Kelly canta: "Turn around / Let me down / Don't give up / Only baby" e também na última estrofe durante a repetição de "Turn around / Don't go / Don't leave me alone". Em termos de musicalidade é uma canção lenta, com batidas melódicas nas estrofes que se intensificam no refrão, aumentando um pouco ritmo da canção, tendo um total de 50 batidas por minuto. Escrita em B Major com uma sequencia G#mj7—E2—G#mj7 em progressão de acordes.
"Turn Around" traz como temática principal o adultério em um relacionamento amoroso, porém diferente das anteriores de Kelly, onde a personagem principal era ludibriada e dava uma volta por cima, desta vez é ela quem acaba traindo. Durante entrevista Kelly explicou o conceito da faixa, dizendo que: "A música fala sobre uma mulher que foi encontrada em um carro com um cara. Se rolou alguma coisa com o cara dentro do carro, a gente não sabe". No desenrolar da faixa vai se descobrindo que a personagem principal é encontrada com outro rapaz dentro de um carro por seu namorado, onde supostamente estava tendo algum contato físico ("Não era pra você estar lá / Foi um grande erro me encontrar / [...] Não houve nada / Entre mim e o cara / Que encontrou no meu carro / Aquele beijo / Foi ilusão"). A composição foi totalmente autoral por Kelly, enquanto a produção ficou por conta de Paulo Jeveaux.

## Influências e gravação
Kelly não citou nomes de outros artistas como influência para a canção, dizendo apenas que buscou pela originalidade para amadurecer seu estilo musical: "Estou fugindo dessa responsabilidade de ser clichê. Cada uma tem o seu estilo e a sua forma de amadurecimento. Eu encontrei a minha forma". Em 21 de julho de 2014, durante entrevista ao programa Na Lata com Antonia Fontenelle, revelou que a traria ritmos diferentes do que comumente era utilizado por ela para o novo single, citando sonoridades latinas e africanas como afrobeat e kizomba. A busca por um estilo musical pouco conhecido no Brasil foi opção da cantora, que viajou para a Angola para se aprofundar e ajudar a criar uma nova identidade: "A gente está trazendo uma coisa nova para o Brasil. É um estilo musical que dominou a Europa inteira". Durante entrevista para a rádio Nativa, Kelly disse que buscou algumas inspirações de artistas angolanos como Suzanna Lubrano, Anselmo Ralph e sua produtora Celma Ribas. Além disso Kelly disse que o cantor de música latina Enrique Iglesias se tornou uma referência para seu trabalho quando ela escutou a faixa "Bailando": "Quando eu escutei [a música] eu fiquei enlouquecida e sabia que era o clima que eu queria. Junto com o kizomba eu consegui chegar no fator certo". Durante entrevista ao Contém Pop, em 7 de abril de 2015, Kelly também citou como referência a cantora brasileira de kizomba Kataleya. Kelly gravou a canção durante sua passagem por Angola.

## Remix
"Ele sempre foi uma pessoa muito querida e me tratou com muito respeito. Estava querendo misturar um pouco do suave da minha voz com o agressivo da voz dele. Ele é muito profissional. Ficou muito bonito."

— Kelly sobre gravar com Mr. Catra.
Kelly havia se encontrado com Mr. Catra nos bastidores do programa Legendários, da Rede Record, em 7 de outubro de 2014 durante a promoção de seu single "Controle" quando, apesar de estar finalizando seu álbum já, propôs a ele que gravassem algo juntos em breve. No final de março de 2015, com a intenção de gravar um remix para "Turn Around", Kelly decidiu enfim convidar Catra, entrando em contato com ele e recebendo a resposta no mesmo dia, marcando a gravação para uma semana depois. Em 8 de abril Kelly entrou no estúdio da Deckdisc na Barra da Tijuca, Rio de Janeiro para compor e gravar a nova versão da faixa com a participação especial do rapper nos vocais adicionais. Os bastidores da gravação foram acompanhados com exclusividade pelo portal Ego, que entrevistou os dois artistas durante a sessão. Catra chegou antes no estúdio e compôs os trechos da nova versão antes da equipe, para adiantar o trabalho. Para Kelly, a escolha foi intencional, visando que a voz grave de Catra combinaria com a sua, além de incumbir ao cantor a missão de ser o redentor da temática do adultério: "O Catra vai dar uma lição de moral em mim. A partir daí já podemos imaginar a lição de moral que ele vai me dar". Um videoclipe para a versão foi planejado para ser gravado naquele mês, porém isto nunca veio a acontecer devido aos compromissos de agenda de ambos.

## Lançamento e desempenho
Em 20 de julho de 2015 a versão original foi lançada. Em 21 de agosto a versão remix com a participação de Mr. Catra, gravada quatro meses antes, foi liberada para se escutar com exclusividade no website da Deckdisc. O lançamento ocorreu em 28 de agosto para as plataformas digitais.

## Recepção da crítica
|                                                                                        |  |  |
| "Turn Around" foi comparada ao estilo musical da mexicana Thalía e do angolano Gilyto. |  |  |

"Turn Around" recebeu avaliações positivas dos críticos de música. Luiz Belineli, do Papel PoP, disse que com a faixa Kelly estava retomando seu lugar de direito no cenário musical, trazendo "todo aquele clima sensual que a gente já está acostumado a ouvir nas faixas da cantora" e fazendo "uma grande mistura de estilos". Carol Caiana, do Pop Brasil, comparou a produção da faixa ao trabalho realizado por artistas de reggaeton e foi positiva ao dizer que esta era tinha um "arranjo envolvente e dançante" e que "se antes a infantilidade dominavam a maioria de suas letras, hoje o que se vê é a maturidade". A colunista ainda destacou que "Turn Around" vem no sentido oposto de outras cantoras do pop nacional que cantam sobre a mulher dominadora, falando sobre o sentimento de desconfiança e da mulher que corre atrás depois de errar. Bernardo Araujo, do jornal O Globo, disse que "Turn Around" ao lado de "Quem É" são as melhores faixas do álbum, remetendo "à Kelly dos bons tempos", trazendo ainda "produção gringa" e composição mais madura. O portal da rádio 93 FM disse que a canção traz o clima sexy que Kelly está "acostumada a imprimir em suas canções" e mixa ritmos africanos positivamente.
O portal Ponto Pop deu 4 de 5 estrelas para "Turn Around" e disse que ela traz boa produção, destacando-se às demais do álbum, e que a estrofe antes antes do último refrão é "quase um orgasmo, deliciosamente boa de se ouvir", comparando a faixa à sonoridade dos cantores angolanos Gilyto, Suzanna Lubrano, Anselmo Ralph e Kataleya, além dos trabalhos mais antigos da mexicana Thalía. Além disso o portal fez uma crítica mais profunda sobre as acusações de Kelly estar sendo antifeminista, dizendo que ela isso é resquício do machismo, que prega que a mulher é proibida de cometer adultério perante a sociedade, sendo chamada de "vagabunda", enquanto a música brasileira está repleta de canções sobre "homens se deleitando com outras mulheres". A crítica fecha a discussão dizendo que "Turn Around" é "mais um hino feminino de Kelly" e que apesar de trair ser errado, é natural, pois "a liberdade é maravilhosa e a mulher de hoje pode tudo – até mesmo trair". Mauro Ferreira, do jornal O Dia, foi negativo ao dizer que a canção não empolga e leva Kelly para o lado banal do pop.

## Lista de faixas
| Oficial |               |                |               |         |  |
| N.º     | Título        | Compositor(es) | Produtor      | Duração |  |
| 1.      | "Turn Around" | Kelly Key      | Paulo Jeveaux | 3:50    |  |

| Remix single |                                                 |                     |               |         |  |
| N.º          | Título                                          | Compositor(es)      | Produtor      | Duração |  |
| 1.           | "Turn Around" (com a participação de Mr. Catra) | Kelly Key Mr. Catra | Paulo Jeveaux | 4:10    |  |

## Promoção
Em 26 de março Kelly cantou "Turn Around" pela primeira vez durante a festa de lançamento oficial do álbum No Controle na livraria FNAC, durante seu pocket show. A versão remix teve a primeira apresentação realizada em 1 de agosto junto com Mr. Catra no programa Legendários, da Rede Record, três semanas antes do lançamento oficial desta. Em 10 de agosto Kelly interpretou a faixa no programa Máquina da Fama, no SBT, utilizando diversos cenários e quinze dançarinos para incrementar a apresentação, além de cantar também "Try", da cantora Pink. Em 19 de setembro se apresenta no Programa Raul Gil, emendando com um medley com seus antigos sucessos.

## Prêmios e indicações
| Ano  | Título                          | Nomeação           | Resultado | Ref.   |
| ---- | ------------------------------- | ------------------ | --------- | ------ |
| 2015 | "Turn Around" (part. Mr. Catra) | Melhor Colaboração | Pendente  | [ 41 ] |